# Kombi (album)
Kombi – pierwszy oficjalny album muzyczny polskiej grupy muzyki elektronicznej Kombi z 1980 roku, wydany przez Pronit, nagrany w rok po nagraniach na składankową płytę Muzyka Młodej Generacji (1979).
W 2005 roku Polskie Nagrania wydały album na nośniku CD.

## Lista utworów
Strona A
1. „Kombirock” (muz. Sławomir Łosowski) – 1:50
2. „Piękna, szalona” (muz. Sławomir Łosowski - sł. Małgorzata Niezabitowska) – 4:10
3. „Czy już koniec?” (muz. Jan Pluta) – 2:25
4. „Leniwe sny” (muz. Sławomir Łosowski - sł. Anna Sawicka-Furgo) – 4:05
5. „Oczekiwanie na odlot” (muz. Grzegorz Skawiński) – 6:11

Strona B
1. „Wspomnienia z pleneru” (muz. Sławomir Łosowski) – 3:57
2. „Jak ja to wytrzymam” (muz. Sławomir Łosowski - sł. Anna Sawicka-Furgo) – 6:16
3. „Hotel twoich snów” (muz. Grzegorz Skawiński - sł. Marek Dutkiewicz) – 3:44
4. „Przytul mnie” (muz. Sławomir Łosowski - sł. Marek Dutkiewicz) – 4:41

## Skład
- Sławomir Łosowski – instrumenty klawiszowe
- Grzegorz Skawiński – gitara, śpiew
- Waldemar Tkaczyk – gitara basowa
- Jan Pluta – perkusja

Reżyser nagrania: Marian Ślusarczyk. Operator dźwięku: Andrzej Lamers. Producent: Jacek Sylwin.